# Silley Antal
Vitéz Silley Antal, 1935. június 7-ig Siller (Pozsony, 1887. december 2. – Budapest, 1951. március 4.) magyar katona, altábornagy (gyalogság).

## Élete és pályafutása
Apja is hivatásos katonatiszt volt, Siller Antal százados. Anyja neve Pirkl Krisztina.
Katonai tanulmányait a kismartoni katonai alreáliskolában kezdte, Bécsben érettségizett, majd elvégezte a Theresianum Katonai Akadémiát (1905-1908), továbbá a bécsi császári és királyi Hadiskola három évfolyamát (1912-1914).
Az első világháborúban vezérkari tisztként szolgált. A Magyarországi Tanácsköztársaság idején a Vörös Hadsereg Főparancsnokságán a hadműveleti csoport vezetője volt.
1919. októberében már a Nemzeti Hadsereg Hadműveleti Irodáján dolgozott beosztottként. 1923 márciusától 1928 júniusáig a belgrádi magyar nagykövetségen volt katonai szakelőadó (rejtett katonai attasé, majd a magyar katonai hírszerzés központjában folytatta katonai pályafutását. Az 1930-as években vezérkari főnöki beosztásokat kapott magasabb egységeknél, 1939. augusztus 1-1ől hadtestparancsnok volt.
1941. augusztus 1. és 1942. február 1. között a Legfelsőbb Honvéd Törvényszék elnöke volt, majd 1942. május 1-jén nyugállományba vonult.

## Kitüntetései a viselési sorrendben
- Magyar Érdemrend  középkeresztje a csillaggal hadiszalagon (hadidíszítménnyel), kardokkal (1941. június 18.),
- Magyar Érdemrend középkeresztjéhez a csillag (1942. december 7.)
- Magyar Érdemrend középkeresztje (1937),
- Magyar Érdemkereszt III. osztálya,
- Vaskorona Rend III. osztálya hadidíszítménnyel, kardokkal (1918. január 29.),
- Katonai Érdemkereszt III. osztálya hadidíszítménnyel, kardokkal (1915. július 31.),
- Ezüst Katonai Érdemérem hadiszalagon, kardokkal (1916. április 1.),
- Bronz Katonai Érdemérem hadiszalagon, kardokkal (1914. december 31.),
- Kormányzói Dicsérő Elismerés Magyar Koronás Bronzérme (1929),
- Kormányzó Dicsérő Elismerés Magyar Koronás Bronzérme, szalagján a másodízben adományozott, hadidíszítménnyel és kardokkal ékesített III. osztályú Katonai Érdemkereszt kisebbített alakjával,
- Háborús Emlékérem kardokkal és sisakkal,
- Tiszti Katonai Szolgálati Jel III. osztálya,
- Erdélyi Emlékérem,
- Délvidéki Emlékérem,
- bolgár Szent Sándor Rend parancsnoki keresztje (1932. október 15.),
- német (porosz) Vaskereszt 1. osztálya,
- a francia Becsületrend tisztikeresztje (1933),
- német (porosz) Vaskereszt II. osztálya,
- osztrák Háborús Emlékérem kardokkal,
- bolgár Háborús Emlékérem.

## Forrás
- ↑ Szakály: Szakály Sándor: A 2. vkf. osztály: Tanulmányok a magyar katonai hírszerzés és elhárítás témaköréből 1918–1945. 2. javított és kiegészített kiadás. Budapest: Magyar Napló; (hely nélkül): Veritas. 2015.   210–211. o. ISBN 978-615-5465-61-1